# Saihoji

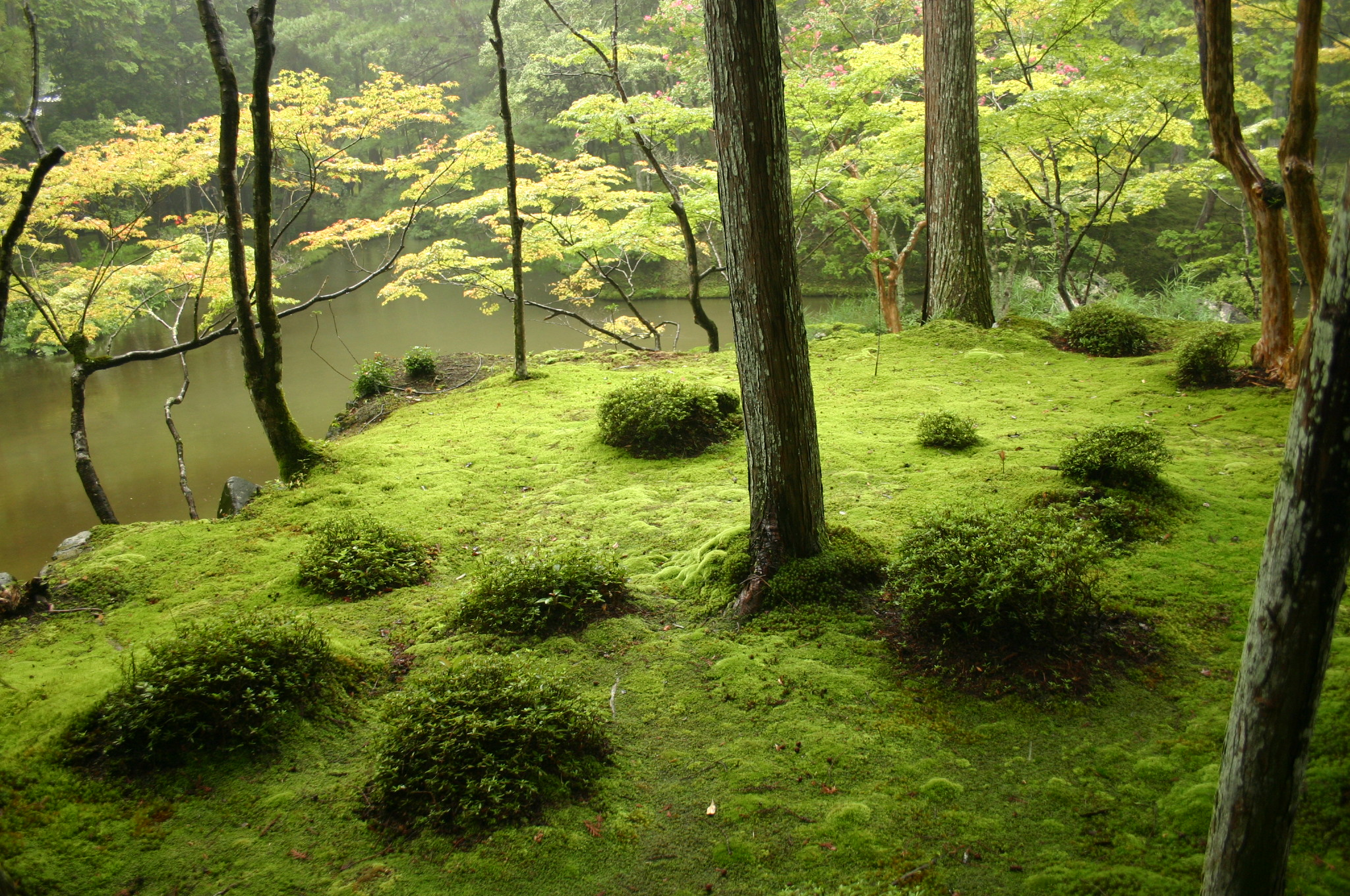
Saihojis berömda mossträdgård.

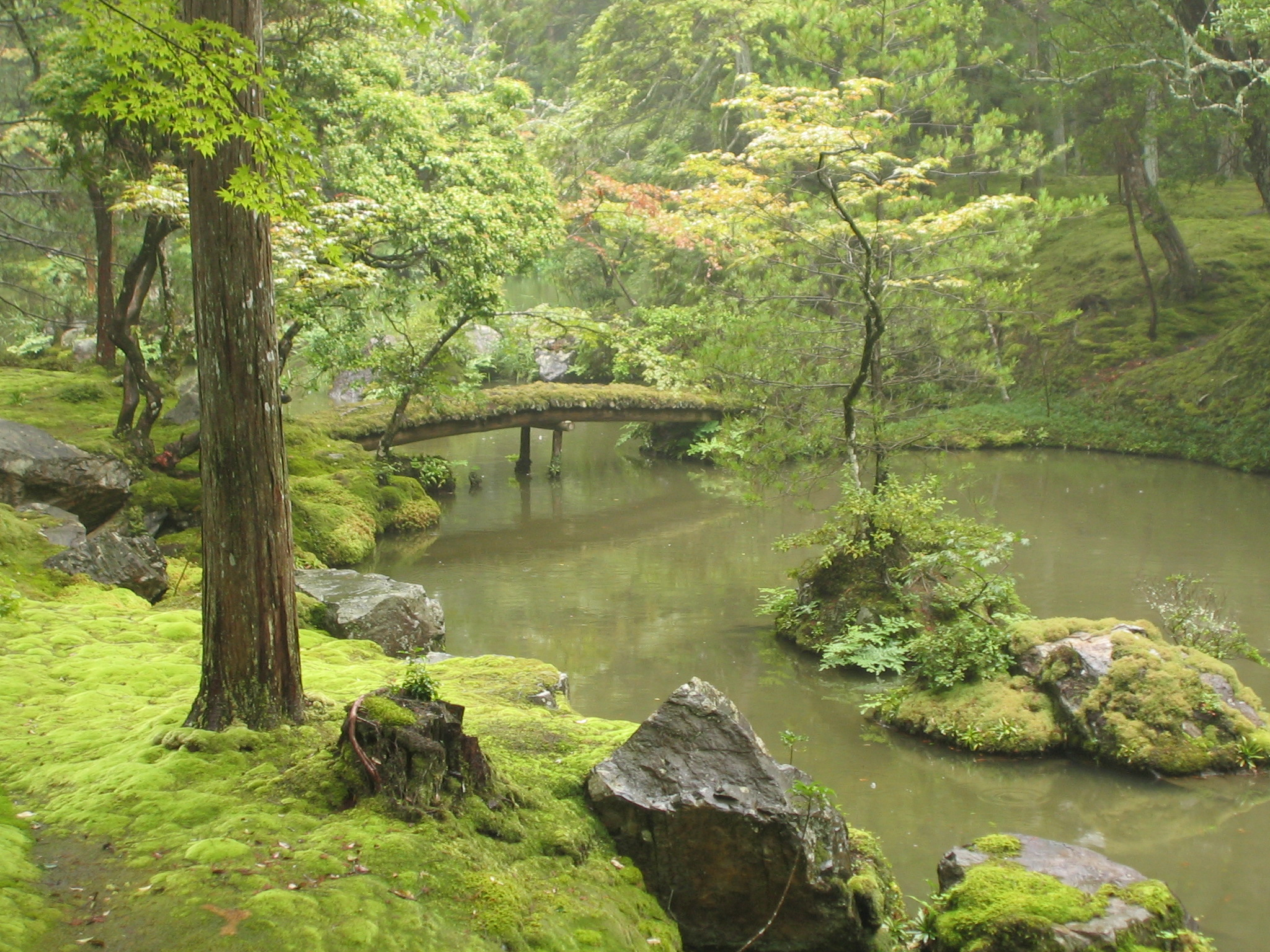
Dammen i trädgårdens mitt.

Saihoji eller Kokedera (vilket betyder mosstemplet) är en av de mest kända japanska mossträdgårdarna, belägen i Kyoto. Trädgården räknas sedan 1994 till Unescos världsarv. Namnet syftar både på tempelträdgården och själva templet, som bägge grundlades av buddhistprästen Gyoki och senare restaurerades av Muso Soseki. Templet är ett zentempel som tillhör Rinzaiskolan, och skapades främst som en hyllning till Amitabha. Saihojis trädgårdar anses i Japan både vara av stort historiskt intresse och en särskilt naturskön plats.  

## Historia
Enligt templets egen historieskrivning grundades det under Naraperioden (710-781) av Gyoki, på en plats som tidigare använts av prins Shotoku. I början tillhörde templet inriktningen Hosso och var tillägnat Amitabha, och var känt under samma uttalade namn som idag - Saihoji - men skrivet med andra tecken. Enligt legenden har berömda japanska munkar som  Kuūkai och Honen varit överhuvuden för templet. Trots att legendernas sanningshalt är tvivelaktig tror man ändå att det nuvarande templet har en föregångare i stil med mytens. 
Med tiden förföll templet. 1339 tog Fujiwara Chikahide, den högste prästen i det närliggande templet Matsunoo, den kände japanske trädgårdsmästaren Muso Soseki till hjälp för att hjälpa till att återuppliva Saihoji som zentempel. Under Oninkriget eldhärjades platsen och under Edoperioden översvämmades den två gånger, men byggdes upp igen.  
Den mossa som trädgården idag är känd för tillhörde inte Musos ursprungliga trädgårdsdesign. Enligt den franske historikern François Berthier var trädgårdens högre delar under trettonhundratalet täckta av vit sand. Mossan kom mycket senare och helt på eget initiativ under Meiji-eran (1860-1912), när klostret inte hade råd att hålla trädgården i stånd. 

## Arkitektur och trädgårdsdesign
Saihojis berömda mossträdgård ligger i de östra delarna av tempelområdet. Trädgården är arrangerad som en promenad i en lund runt en damm, formad som tecknet för kokoro, vilket betyder hjärta eller sinne. I dammen ligger tre öar. Området kring dammen sägs vara täckt av under 120 olika sorters mossa, som antas ha börjat växa efter Edoperiodens översvämningar. 
Templets huvudbyggnad ligger i denna del av tempelområdet, liksom en pagod i tre våningar. Templets huvudbyggnad som kallas Sairai-do återuppbyggdes 1969, samma år som dess nuvarande avbild av Amitabha kom dit. Målningarna på skjutdörrarna är gjorda av Insho Domoto. Pagoden restes 1978 och används för att förvara avskrifter av sutror gjorda av de Rinzai-trogna. Pagoden restes för att hylla Bhaisajyaguru.
Trädgården innehåller tre tehus: Shonan-tei, Shoan-do och Tanhoku-tei. Shonan-tei byggdes ursprungligen under 1300-talet med förstördes och återuppbyggdes av Sen Shoan. Mot Edo-periodens slut tog Iwakura Tomomi skydd här. Shoan-do byggdes 1920 och innehåller en stor avbildnin gav Sen Shoan i trä. Tanhoku-tei skänktes till templet 1928 av krukmakaren Zoroku Mashimizu.
I tempelområdets norra delar ligger en stenträdgård och en tempelbyggnad som heter Shito-an. Hur stenarna i stenträdgården är utplacerade sägs vara ett bevis på Musos skapargeni. Inom tempelområdet finns även stenmonument med en haiku av Kyoshi Takahama ingraverad, och ett som graverats med texter av Jiro Osaragi. En avbildning av Muso Soseki anses vara en viktig kulturskatt.

## Turism
Fram till 1977 var templet helt öppet för besökare, men sedan infördes regeln att besökare måste ansöka om tillstånd att besöka templet. Entréavgiften är 3000 yen, högre än i något annat tempel i Kyoto. Innan besökare får träda in i trädgården måste de delta i upp till två timmars zazen och avskrift eller mässande av sutror. Reglerna sägs ha tillkommit för att skydda den känsliga mossa från de horder av turister som före 1997 besökte templet. 